# Peau d'homme cœur de bête
Pour plus de détails, voir Fiche technique et Distribution.
Peau d'homme cœur de bête est un film français réalisé par Hélène Angel, sorti en 1999. Il est interdit aux moins de douze ans à sa sortie.

## Synopsis
Francky, policier alcoolique renvoyé de son travail, part retrouver ses filles en vacances chez sa mère (leur grand-mère) dans les Alpes-de-Haute-Provence. Il retrouve ses deux frères cadets, Alex le plus jeune qui vit avec sa mère, et Coco, vagabond de retour après quinze ans d'absence. Ce retour va réveiller des haines cachées et tout le monde va sombrer dans la violence.

## Fiche technique
- Titre : Peau d'homme cœur de bête
- Réalisation : Hélène Angel
- Scénario : Hélène Angel, Jean-Claude Janer et Agnès de Sacy
- Décors : Mathieu Menut
- Costumes : Catherine Rigault
- Photographie : Isabelle Razavet
- Montage : Éric Renault et Laurent Roüan
- Musique : Philippe Miller
- Production : Hélène Cases et Pascal Caucheteux
- Pays d'origine :  France
- Format : couleurs  - Son Dolby
- Genre : drame
- Durée : 100 minutes
- Date de sortie : 1999

## Distribution
- Serge Riaboukine : Francky
- Bernard Blancan : Coco
- Pascal Cervo : Alex
- Maaike Jansen : Marthe
- Cathy Hinderchied : Aurélie, fille de Francky, 5 ans
- Virginie Guinand : Christelle, fille de Francky, 13 ans
- Jean-Louis Richard : Tac Tac
- Guilaine Londez : Annie
- Émilie Lafarge : la fille menottée

## Distinctions
- Léopard d'or au Festival international du film de Locarno.